# Senada
Senada (àrab زنادة) és una comuna rural de la província d'Al Hoceima de la regió de Tànger-Tetuan-Al Hoceima. Segons el cens de 2014 tenia una població total de 9.176 persones.

## Història
El 20 de novembre de 1577 el rei deposat Mahàmmad (II) al-Maslukh es va refugiar a l'alcassaba de Senada per protegir-se de l'exèrcit del seu oncle Abd-al-Màlik al-Ghazi que va ocupar el tron del Marroc amb suport de l'Imperi Otomà. Un dia després va enviar una carta al governador del penyal de Vélez de la Gomera Juan de Molina perquè informés al rei Felip II d'Espanya de la seva situació de reclusió a l'alcassaba. Tres dies després, el 23 de novembre de 1577, va enviar una altra carta demanant-li ajuda per recuperar el seu tron. La petició va fer efecte, i el consell de guerra espanyol es va reunir en Madrid el 13 de desembre de 1577. Es va decidir donar-li permís per refugiar-se en el penyal amb la seva família.
Com en aquella època només els portuguesos tenien dret a entrar en terra marroquina, el rei Felip II d'Espanya va avisar el seu ambaixador a Lisboa per informar al rei Sebastià I de Portugal de l'arribada de Mahàmmad (II) al-Maslukh al penyal de Vélez de la Gomera. El 20 de gener de 1578 van arribar al penyal sis vaixells carregats de material militar enviats pel rei Sebastià. A l'alcassaba de Senada es van trobar Mahàmmad (II) al-Maslukh i el comandant portuguès Bastiao Gonzalvez. El rei Sebastià estava disposat a ajudar-lo a recuperar el seu tron.
El 14 de febrer de 1578 Mahàmmad (II) al-Maslukh va reunir les seves tropes en una platja prop del penyal de Vélez de la Gomera sota protecció de canons espanyols fins que va rebre l'ordre del rei portuguès per navegar cap a Ceuta el 26 de març de 1578.